# Вілеброрд Снеліус
Вілеброрд Снеліус, при народженні Вілеброрд Снел ван Роєн (нім. Willebrord van Roijen Snell; 1580 — 30 жовтня 1626, Лейден) — нідерландський астроном і математик. На Заході, особливо в англомовних країнах, його ім'я пов'язане з закон заломлення світла, хоча зараз відомо, що цей закон відкрив арабський учений Ібн Саль 984 року.
На честь Вілеброрда Снеліуса названо кратер на Місяці.

## Біографія
Вілеброрд Снеліус народився в Лейдені (Нідерланди) 1580 року. 1613 року він став наступником свого батька, Рудольфа Снела ван Роєна (1546—1613), професором математики в Університеті Лейдена. 1615 році він спланував і здійснив на практиці новий метод визначення радіуса Землі, визначаючи відстань з однієї точки на її поверхні до іншої, розташованої на тому самому меридіані, за допомогою тріангуляції. Його робота «Eratosthenes Batavus» («голландський Ератосфена»), опублікована 1617 року, описує метод і результати його досліджень з вимірювання відстані між Алкмаром та Берген-оп-Зомом — двома містами, розташованими на відстані одного градуса меридіана. Снеліус отримав значення відстані 117 449 ярдів (107,395 км). Фактичне значення відстані становить приблизно 111 км. Снеліус був видатним математиком, створивши новий метод розрахунку відстані на поверхні Землі високої точності.
1616 року вперше запропонував розв'язок оберненої геодезичної засічки, яка отримала назву задача Снеліуса-Потенота. Задача полягає в тому, щоб знайти координати невідомої точки, вимірявши тільки кути на недоступні три точки з відомими координатами.
1621 року Вілеброрд Снеліус наново відкрив закон заломлення світла.

## Наукові праці
На додаток до «Eratosthenes Batavus», він опублікував «Cyclometria sive de circuli dimensione» (1621) і «Tiphys Batavus» (1624). Він також редагував «Coeli та ін siderum в ео errantium observationes Hassiacae» (1618), що містить астрономічні спостереження ландграфа Вільгельма IV Гессенського. Праця «Тригонометрія» (Doctrina triangulorum) авторства Снеліуса була опублікована через рік після його смерті.

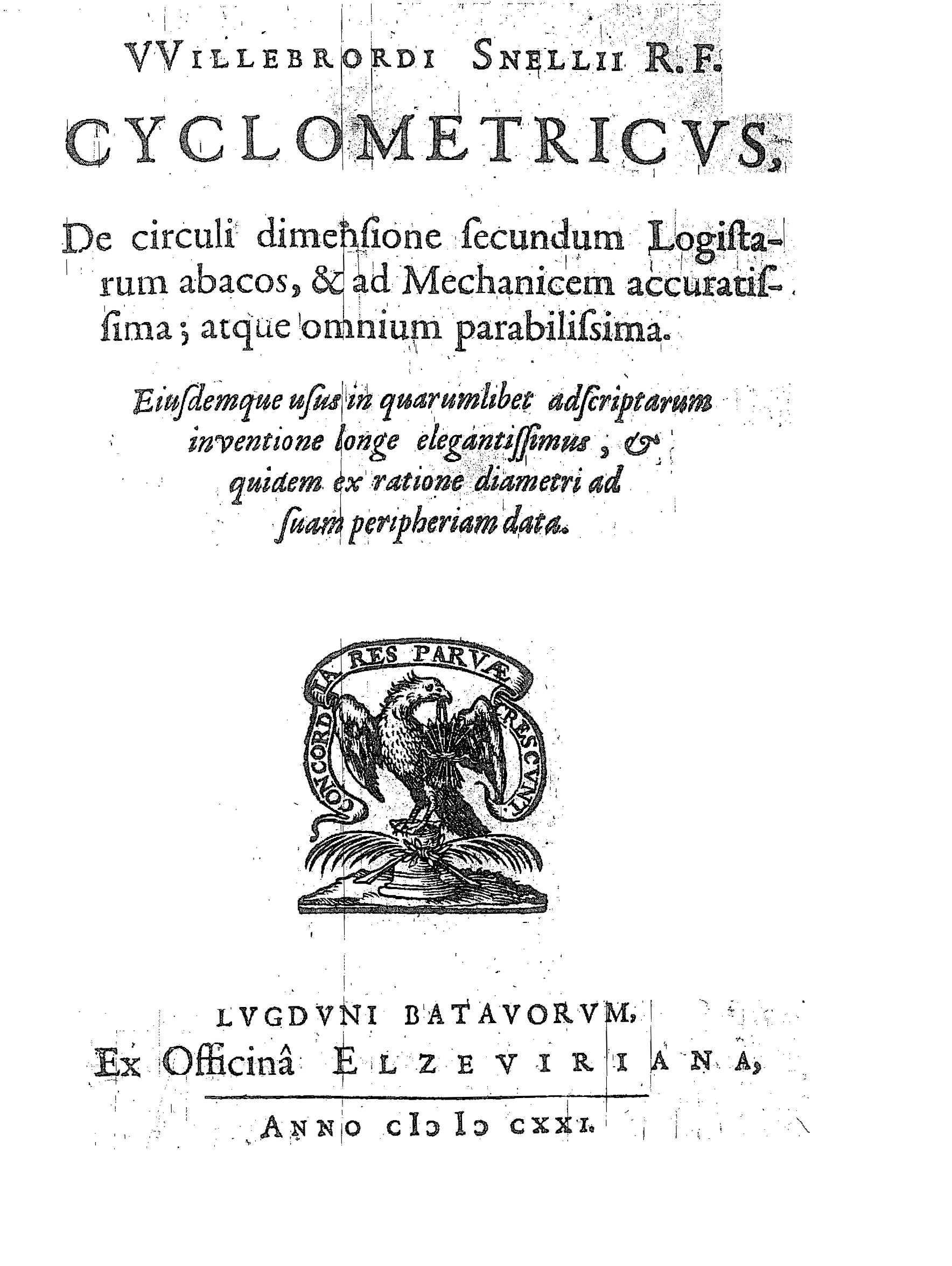
Cyclometricus, 1621